# Liste der Naturdenkmale im Landkreis Mecklenburgische Seenplatte
Die Liste der Naturdenkmale im Landkreis Mecklenburgische Seenplatte nennt die Listen der im Landkreis Mecklenburgische Seenplatte in Mecklenburg-Vorpommern gelegenen Naturdenkmale.
Für das Land Mecklenburg-Vorpommern enthält der Datensatz zur Waldfunktionenkartierung die mit 2.000 Einzelpunktdaten umfangreichste, aber nicht vollständige Sammlung der per Verordnung durch die Untere Naturschutzbehörde förmlich ausgewiesenen Naturdenkmale nach § 28 BNatSchG in Mecklenburg-Vorpommern.

## Naturdenkmallisten
Die Liste der Naturdenkmale im Landkreis ist in Teillisten geteilt.
| Kommune/Amt                          | Liste                                                           |
| ------------------------------------ | --------------------------------------------------------------- |
| Dargun                               | Liste der Naturdenkmale in Dargun                               |
| Demmin                               | Liste der Naturdenkmale in Demmin                               |
| Feldberger Seenlandschaft            | Liste der Naturdenkmale in Feldberger Seenlandschaft            |
| Vier-Tore-Stadt Neubrandenburg       | Liste der Naturdenkmale in Neubrandenburg                       |
| Residenzstadt Neustrelitz            | Liste der Naturdenkmale in Neustrelitz                          |
| Stadt Waren (Müritz)                 | Liste der Naturdenkmale in Waren (Müritz)                       |
| Amt Demmin-Land                      | Liste der Naturdenkmale im Amt Demmin-Land                      |
| Amt Friedland                        | Liste der Naturdenkmale im Amt Friedland                        |
| Amt Malchin am Kummerower See        | Liste der Naturdenkmale im Amt Malchin am Kummerower See        |
| Amt Malchow                          | Liste der Naturdenkmale im Amt Malchow                          |
| Amt Mecklenburgische Kleinseenplatte | Liste der Naturdenkmale im Amt Mecklenburgische Kleinseenplatte |
| Amt Neustrelitz-Land                 | Liste der Naturdenkmale im Amt Neustrelitz-Land                 |
| Amt Neverin                          | Liste der Naturdenkmale im Amt Neverin                          |
| Amt Penzliner Land                   | Liste der Naturdenkmale im Amt Penzliner Land                   |
| Amt Röbel-Müritz                     | Liste der Naturdenkmale im Amt Röbel-Müritz                     |
| Amt Seenlandschaft Waren             | Liste der Naturdenkmale im Amt Seenlandschaft Waren             |
| Amt Stargarder Land                  | Liste der Naturdenkmale im Amt Stargarder Land                  |
| Amt Stavenhagen                      | Liste der Naturdenkmale im Amt Stavenhagen                      |
| Amt Treptower Tollensewinkel         | Liste der Naturdenkmale im Amt Treptower Tollensewinkel         |
| Amt Woldegk                          | Liste der Naturdenkmale im Amt Woldegk                          |